# 鄧祖禹
鄧 祖禹（とう そう、1891年〈光緒17年〉 - 没年不明）は、中華民国の軍人・官僚・政治家。字は滌清、鑄久、鑄九。孫文（孫中山）派の南方政府、国民政府に属して軍歴を重ねた。後年は中華民国維新政府や汪兆銘の汪兆銘政権（南京国民政府）に参加した。

## 事績

### 民国初期の活動
清末に旧陸軍の学堂を卒業したが、雲南陸軍講武堂説と湖北武備学堂説の両説が存在し、どちらが正しいかは不明である。1913年（民国2年）、江西都督李烈鈞の副官となった。1915年（民国4年）の護国戦争（第三革命）でも李に随従して雲南省に赴いている。
1920年（民国9年）、鄧祖禹は広東駐留していた雲南軍司令・朱培徳の配下となる。1924年（民国13年）、広東衛戍司令の地位にあった蔣介石の副官長に異動した。北伐に際しては、程潜配下の兵站監に任ぜられる。1927年（民国16年）、東路総指揮何応欽の下で秘書長代理兼政治部主任となった。その後、江蘇水上公安局第5区区長、滬寧滬杭両路警務処長、国民政府参軍、胡漢民秘書、冀察政務委員会外交委員会参議などを歴任した。

### 親日政権での活動
梁鴻志らによる華中での親日政権樹立活動に、鄧祖禹も参与した。1938年（民国27年）3月28日に中華民国維新政府が成立した直後の4月1日、鄧祖禹は内政部（部長：陳群）総務司長兼警政司長に任命された。翌1939年（民国28年）4月1日以降において、鄧は警官学校教育長も兼任したとされる。
1940年（民国29年）3月30日、維新政府が南京国民政府（汪兆銘政権）に合流すると、鄧祖禹は警政部（部長：周仏海）常務次長に任命された。翌1941年（民国30年）8月16日、中央警官学校校長に異動し、1942年（民国31年）7月2日には首都警察総監に任命された。
1943年（民国32年）5月6日、九江に江西省政府が設立されると、鄧祖禹が初代江西省省長に任命された。翌6月1日、同省保安局長を兼ねている。12月、新国民運動促進委員会江西分会主任委員も兼任したが、同月30日、江西省長を依願免職している。翌1944年（民国33年）1月6日、軍事委員会委員に改任された。

### 晩年
日本敗北後、鄧祖禹は蔣介石の国民政府に漢奸として逮捕される。裁判での鄧は、江西省長をつとめていた間に中国側ゲリラ兵106名を日本軍から救出したと主張し、減刑を狙った。しかし、鄧の主張の信用性は裁判官から認められなかったという。それでも親日政権の省長級にしては下された量刑は軽く、翌1946年（民国35年）10月19日の一審（首都高等法院）では懲役15年・公民権剥奪10年の刑を宣告された。
鄧祖禹は上訴したが、検察側も死刑を含む厳刑を求めて同様に上訴している。1948年（民国37年）2月28日の二審（最高法院）判決では、鄧は懲役14年へ僅かながら減刑された。なお、1947年（民国36年）8月2日の新聞『申報』は「鄧が官憲から逃亡中」との報道を行っており（記事が事実ならば、二審判決「前」の出来事となる）、鄧の動向を巡っては当時ですら情報が錯綜していた模様である。
いずれにしても、二審判決後（1948年2月28日以降）における鄧祖禹の動向は不詳である。